# Fine Guidance Sensor
Fine Guidance Sensor (FGS) – interferometr na pokładzie Kosmicznego Teleskopu Hubble’a dostarczający pokładowym systemom kontroli wysokości precyzyjne dane o położeniu kosmicznego obserwatorium. Na Teleskopie Hubble’a zainstalowane są trzy takie urządzenia – dwa z nich nakierowują teleskop na cel z dokładnością 0,01 sekundy kątowej i utrzymują go w polu widzenia instrumentów naukowych, trzeci używany jest w celach naukowych do pomiarów astrometrycznych. FGS potrafi określić pozycje gwiazd z dokładnością dziesięciokrotnie większą niż obserwatoria naziemne.
W niedalekiej przyszłości instrument ma być również zainstalowany na pokładzie Kosmicznego Teleskopu Jamesa Webba.